# Flora Carabella
Flora Carabella (Roma, 15 febbraio 1926 – Roma, 19 aprile 1999) è stata un'attrice italiana.

## Biografia
Figlia del compositore Ezio Carabella, iniziò la sua formazione all'Accademia nazionale d'arte drammatica, per poi passare alla Compagnia del Teatro di Roma diretta da Orazio Costa, recitando sulle scene diretta da Luchino Visconti. Interpretando Sei personaggi in cerca d'autore di Luigi Pirandello conobbe Marcello Mastroianni, che sposò nel 1950 e dal quale ebbe una figlia, Barbara (1951-2018), che lavorò nel mondo dello spettacolo come costumista. La coppia si separò nel 1970, senza però mai divorziare ufficialmente.
Al cinema fu diretta da Roberto Rossellini (Il Messia), Lina Wertmüller (I basilischi, La fine del mondo nel nostro solito letto in una notte piena di pioggia) e Sergio Citti (Casotto), fino alla sua ultima apparizione sul grande schermo in Quando finiranno le zanzare (1994) di Giorgio Pandolfi. È morta a Roma dopo una lunga malattia, il 20 aprile 1999.

## Filmografia

### Cinema

Flora Carabella in una scena di Culastrisce nobile veneziano (1976)

- I basilischi, regia di Lina Wertmüller (1963)
- Il Messia, regia di Roberto Rossellini (1975)
- Culastrisce nobile veneziano, regia di Flavio Mogherini (1976)
- Casotto, regia di Sergio Citti (1977)
- La fine del mondo nel nostro solito letto in una notte piena di pioggia, regia di Lina Wertmüller (1978)
- Viuuulentemente mia, regia di Carlo Vanzina (1982)
- In viaggio con papà, regia di Alberto Sordi (1982)
- State buoni se potete, regia di Luigi Magni (1983)
- Matrimonio con vizietto (Il vizietto III), regia di Georges Lautner (1985)
- Donne in un giorno di festa, regia di Salvatore Maira (1993)
- Quando finiranno le zanzare, regia di Giorgio Pandolfi (1994)

### Televisione
- Tre ore dopo le nozze – film TV (1979)
- Questo incerto sentimento, regia di Carlo Tuzii – sceneggiato TV (1981)
- Cinéma 16 – serie TV, 1 episodio (1981)
- Il caso Murri – miniserie TV, 4 episodi (1982)
- All'ombra della grande quercia – miniserie TV (1984)
- Quando arriva il giudice – miniserie TV, 1 episodio (1986)

## Prosa radiofonica Rai
- Sei personaggi in cerca d'autore tre atti di Luigi Pirandello, regia Orazio Costa, trasmessa il 4 gennaio 1951.
- Giorni felici, tre atti di André Puget, regia di Marco Visconti, trasmessa il 22 marzo 1954.